# Dioxys chalicoda
Dioxys chalicoda är en biart som beskrevs av Lucas 1849. Dioxys chalicoda ingår i släktet Dioxys och familjen buksamlarbin. Inga underarter finns listade i Catalogue of Life.